# Czukor József
Czukor József (Győr, 1958. január 28. –) magyar hírszerző, az Információs Hivatal korábbi főigazgatója, vezérőrnagy, Orbán Viktor főtanácsadója, nagykövet.

## Életpályája
Czukor 1982-ben végzett Szegeden, a József Attila Tudományegyetem Állam- és Jogtudományi Karán. Édesapja határőr ezredes volt, ő 1986-tól a külügyminisztérium munkatársa, a bécsi magyar nagykövetségen kezdte meg hírszerző tevékenységét, 1988-1993 között a bonni nagykövetségen írja nagy mennyiségben a jelentéseket (a rendszerváltásig a hírszerzés a Belügyminisztérium III/I. Csoportfőnöksége alá tartozott). 1992-1993 között a bonni nagykövetség politikai osztályának vezetője. 1993-ban is a hírszerzéshez tért vissza, amit ekkor Információs Hivatalnak neveztek, bár hivatalos életrajza szerint 1993-1997 között a Miniszterelnöki Hivatal főosztályvezetője. Titkosszolgálati karrierjét állítólag Kocsis Kálmán egyengette. 1997-2002 között első beosztott Balázs Péter alatt, követ a bonni, majd a berlini nagykövetségen. 2002-2004 között az Információs Hivatal főigazgatója vezérőrnagyi rendfokozatban. 2005-2009 között ljubljanai nagykövet, 2009. június 2-ától a Külügyminisztériumban az EU kétoldalú kapcsolatokért és külpolitikai tervezésért felelős szakállamtitkár. 2010-ben kinevezik berlini nagykövetnek, 2015 őszétől pedig Orbán Viktor külpolitikai főtanácsadója. 2018 februárjában ebben a minőségében Izraelben tárgyalt, Benjámín Netanjáhú miniszterelnök is fogadta. Magyarországon ezt követően kezdődött meg a Pegazus izraeli kémszoftver használata.
2018. október 1., újra az Információs Hivatal főigazgatója lett. 2020 őszétől Magyarország berni nagykövete lett.

## Magánélet
Nős, két gyermeke van.